# Elzéar Blaze
Pour les articles homonymes, voir Blaze.
Elzéar Jean Louis Joseph Blaze (Cavaillon, 18 octobre 1788 - Paris, 9 octobre 1848), est un écrivain français, spécialiste des ouvrages sur la chasse.

## Biographie

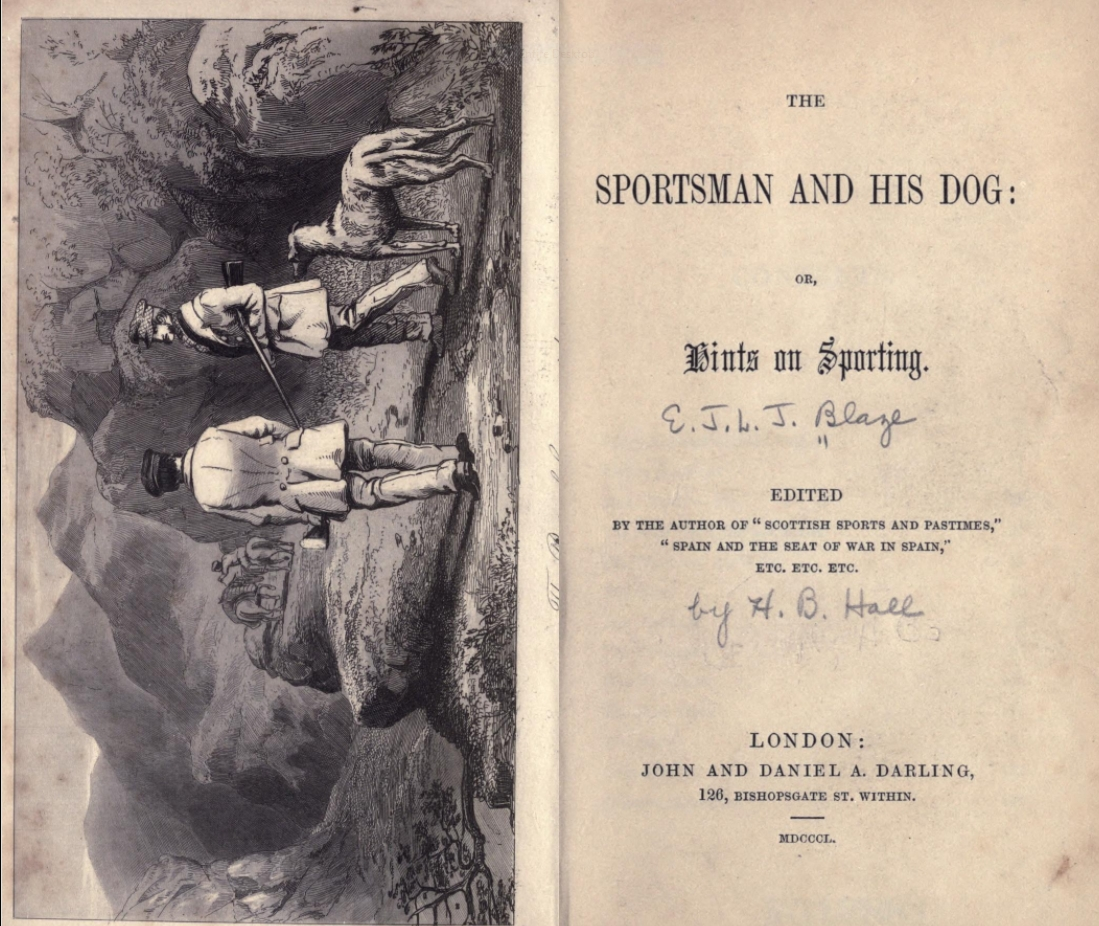
Elzéar Blaze; Herbert Byng Hall, trad., The Sportsman and His Dog (1850)

Fils de Henri-Sébastien Blaze, frère de Castil-Blaze et du pharmacien militaire et écrivain Sébastien Blaze (1785-184?), Elzéar Blaze s'engage volontairement aux vélites de la Garde impériale en 1806 puis la même année entre à l'école militaire de Fontainebleau dont il sort sous-lieutenant
Il prend part aux batailles napoléoniennes dont à la campagne d'Autriche et est blessé le 8 juin 1809 à la bataille de Wagram.
Lors de l'abdication de Napoléon (avril 1814), il est bloqué à Hambourg avec les troupes du général Davout. De retour en France, il sert de nouveau dans la Garde royale.
Blaze laisse de son expérience militaire les Souvenirs d'un officier de la Grande armée. La Vie militaire sous le Premier Empire, publiés pour la première fois en 1837 chez Hachette qui ont été de nombreuses fois réédités depuis et traduits. On lui doit aussi un drame en trois actes, écrit en collaboration avec Jacques-Arsène-François-Polycarpe Ancelot, joué au Théâtre Beaumarchais en 1842.

## Œuvres
Théâtre
- Brigitte, drame en 3 actes, avec Jacques-Arsène-François-Polycarpe Ancelot, 1842

Chasse
- Le Chasseur au chien courant, 1838
- Almanach des chasseurs pour l'année de chasse 1839-1840, 1839
- Le Chasseur aux filets, ou la Chasse des dames, contenant les habitudes, les ruses des petits oiseaux, leurs noms vulgaires et scientifiques, l'art de les prendre, de les nourrir et de les faire chanter en toute saison, la manière de les engraisser, de les tuer et de les manger, 1839
- Le chasseur conteur, ou Les chroniques de chasse, 1840
- Histoire du chien chez tous les peuples du monde d'après la Bible, les Pères de l'Eglise, le Koran, Homère, Aristote, Xénophon, Hérodote, Plutarque, 1843
- L'ouverture de la chasse, 1843, illustrations de Cham et de Granville
- Causeries de gourmets et de chasseurs, 1845
- Le Chasseur au chien d'arrêt, 1846

Autre
- Souvenirs d'un officier de la Grande armée. La Vie militaire sous le Premier Empire, 1837, puis de nombreuses fois réédité dont Fayard, 1906 ou plus récemment Éditions Jacob-Duvernet, 2011
- La Vie militaire sous le Premier Empire, ou Mœurs de garnison, du bivouac ou de la caserne, posthume, 1837